# Isaac de Pas
Isaac de Pas, Marquis de Feuquières (* 1618; † 6. März 1688 in Madrid) war ein französischer Militär und Diplomat.

## Leben
Der Adlige entstammte einer alten, seit der Zeit der Kreuzzüge bekannten Familie aus dem Artois, die ihren Namen vom Ort Pas-en-Artois im heutigen Département Pas-de-Calais erhielt. Sie herrschte über Feuquières. Isaac war der Sohn von Manassès de Pas, Marquis de Feuquières.
Er begann seine Laufbahn in der französischen Armee. 1651 wurde er zum Ritter (Chevalier) im Orden vom Heiligen Geist ernannt. 1660 wurde er Vizekönig von Neufrankreich, den französischen Besitzungen in Amerika. Anschließend wurde er für diplomatische Missionen des Außenministeriums verwendet und bewirkte 1674 die Invasion der Schweden in Deutschland zu Gunsten Frankreichs, was zum Schwedisch-Brandenburgischen Krieg führte.
In den Jahren 1672 bis 1682 war er französischer Botschafter in Schweden und ging nach einem dreijährigen Aufenthalt in Frankreich 1685 als Botschafter seines Landes nach Madrid.
Feuquières hinterließ eine umfangreiche diplomatische Korrespondenz. Auguste-Alphonse Étienne-Gallois veröffentlichte hieraus die Lettres inédites de Feuquières in Paris 1845–47 (5 Bände).
Sein älterer Sohn Antoine de Pas, Marquis de Feuquières entwickelte sich zu einem namhaften militärischen Experten und Führer eines Regiments. Ein jüngerer Sohn, Philibert-Charles de Pas de Feuquières, wurde 1702 Bischof von Agde.